# Lillafüred

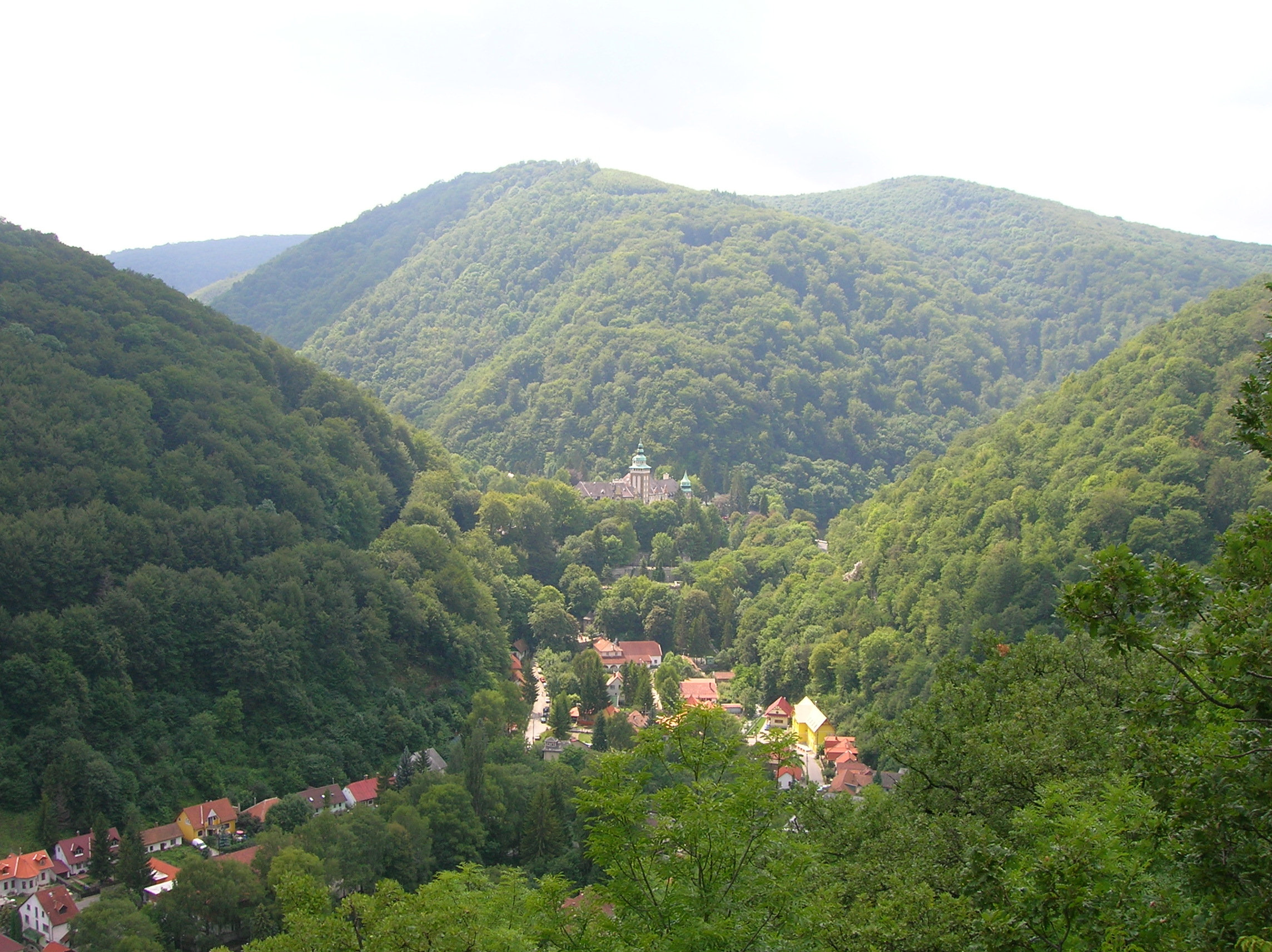
Blick auf Lillafüred vom Szeleta-tető (Richtung Südwesten)

Lillafüred ist ein Stadtteil der ungarischen Stadt Miskolc mit 217 Einwohnern (Stand: 2011), der vor allem als Ferienort im Bükk-Gebirge bekannt ist.

## Lage
Lillafüred liegt westlich von Miskolc, etwa 15 Kilometer vom Stadtzentrum entfernt, am östlichen Rand des Bükk-Gebirges. Von der Kernstadt ist Lillafüred durch das Tal des Szinva-Baches (Szinva-patak), einem Nebenfluss des Sajó, getrennt. Der Ort Lillafüred erstreckt sich hauptsächlich in Nord-Süd-Richtung entlang des Szinva-Baches auf einer Höhe von 300 bis 350 Metern, während umliegenden Hügel bis zu 650 m erreichen. Über die Landstraße Nr. 2505 liegt Répáshuta zwölf Kilometer und Eger 43 Kilometer entfernt.

## Geschichte
Die Expansion der Stadt Miskolc ins angrenzende Bükk-Gebirge erfolgte im 18. und 19. Jahrhundert, als die Stadt eine industrielle Blütezeit erlebte. Um die Wasserversorgung Miskolc' zu regulieren, wurde 1811 der Garadna-Bach, der bei Lillafüred in die Szinva mündet, unmittelbar nordwestlich der heutigen Siedlung zum Taj-tó (heute Hámori-tó) aufgestaut. Während sich bereits im 18. Jahrhundert entlang der Szinva Eisenhammer angesiedelt hatten, entdeckte die wohlhabende Stadtbevölkerung die Umgebung des neuen Stausees nun auch als Naherholungs- und Jagdgebiet für sich. In der Folge wurden die ersten Villen und Ferienhäuser im heutigen Lillafüred errichtet. Um 1889 erwarb auch der Naturforscher Ottó Herman ein Grundstück in Lillafüred. Auf diesem errichtete er später ein Wohnhaus, welches heute die Gedenkstätte Herman Ottó emlékház beherbergt.
1892 wurde die kleine Siedlung durch einen Beschluss des ungarischen Landwirtschaftsministeriums offiziell Lillafüred benannt. Die Namensgeberin Elizabeta „Lilla“ Vay war die Ehefrau des späteren Bans von Kroatien Teodor Pejačević und nicht, wie oft behauptet wird, die Frau damaligen Landwirtschaftsministers András Bethlen. Lillas Bruder Elemér Vay, der Vorsitzende des Borsoder Bükk-Vereins, hatte zehn Jahre zuvor die Benennung beim Ministerium beantragt.
Zwischen 1927 und 1930 wurde das Palasthotel (Palotaszálló, auch Hotel Palota) erbaut, das dem Tourismus in Lillafüred einen wesentlichen Schub gab. Im Zuge dessen wurde auch der Personenverkehr auf der Waldeisenbahn, die Lillafüred mit Miskolc verbindet und die zunächst nur für den Güterverkehr errichtet worden war, ausgeweitet. In den 1930er-Jahren transportierte sie jährlich 300.000 Fahrgäste. Parallel zum Bau des Palasthotels wurden die unter dem Palasthotel gelegene Anna-Höhle (Anna-barlang) und die Szent-István-Höhle als Schauhöhlen erschlossen und terrassenförmige Gärten neben dem Hotel angelegt.

## Sehenswürdigkeiten

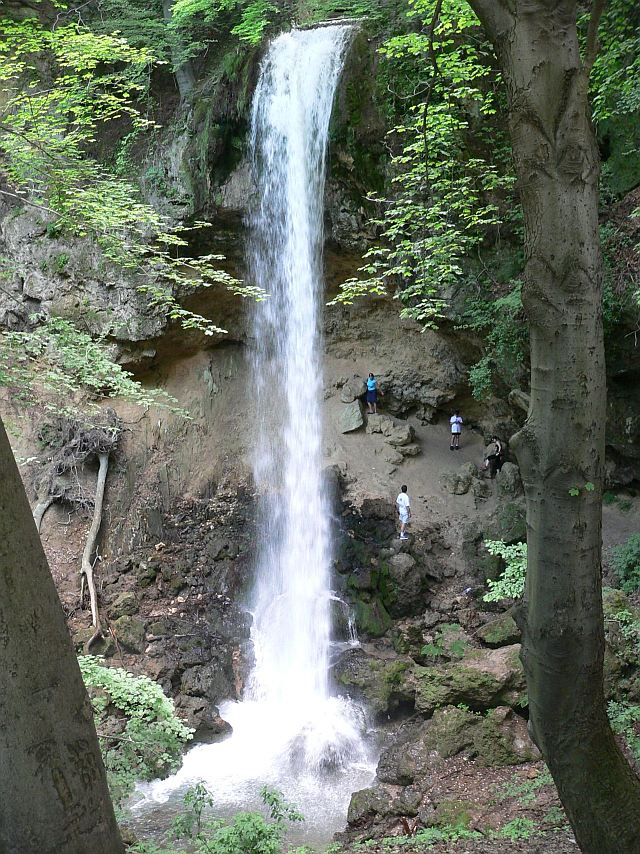
Wasserfall in Lillafüred

- Palasthotel (Palotaszálló), zwischen 1927 und 1930 vom Architekten Kálmán Lux im Stil der Neorenaissance erbaut
- Wasserfall des Szinva-Baches, höchster Wasserfall Ungarns (20 m)[5]
- Waldeisenbahn Lillafüred (Lillafüredi Állami Erdei Vasút)
- Schauhöhlen Anna-barlang und Tropfsteinhöhle Szent István-barlang
- „Hängende Gärten“ (Függőkert) neben dem Palasthotel
- Sessellift auf den Jávor-hegy (605 m)

## Verkehr
Lillafüred liegt an der Landstraße Nr. 2505 von Miskolc nach Eger. Im Ort beginnt außerdem die Landstraße Nr. 2513, die nach Mályinka und Dédestapolcsány führt. Neben der Waldeisenbahn bestehen regelmäßige Busverbindungen nach Miskolc, Répáshuta und Bükkszentkereszt. Eine Direktverbindung nach Eger via Répáshuta verkehrt hingegen nur einmal pro Woche sonntags (Stand: 2020).

## Bildergalerie

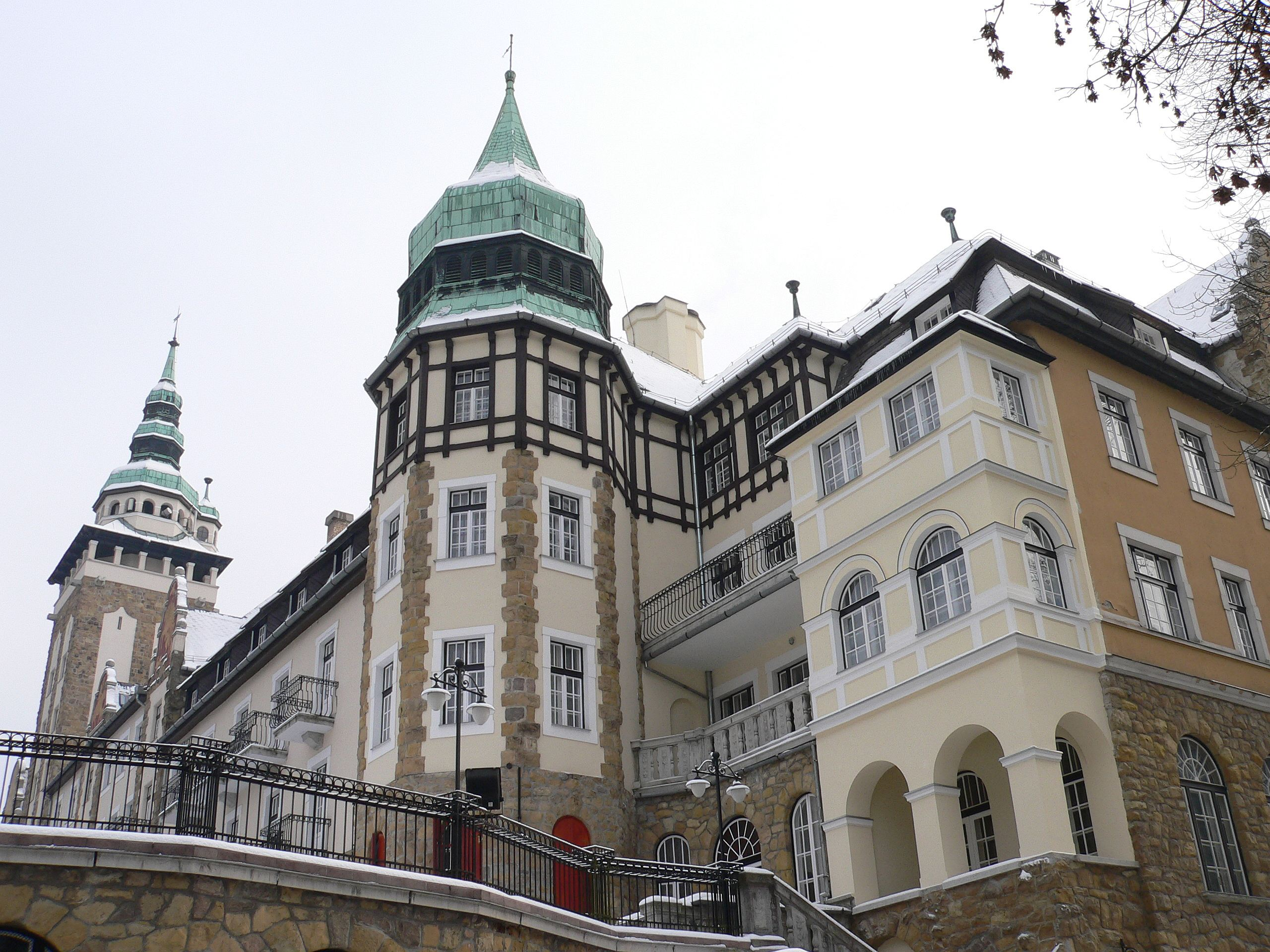
Palasthotel
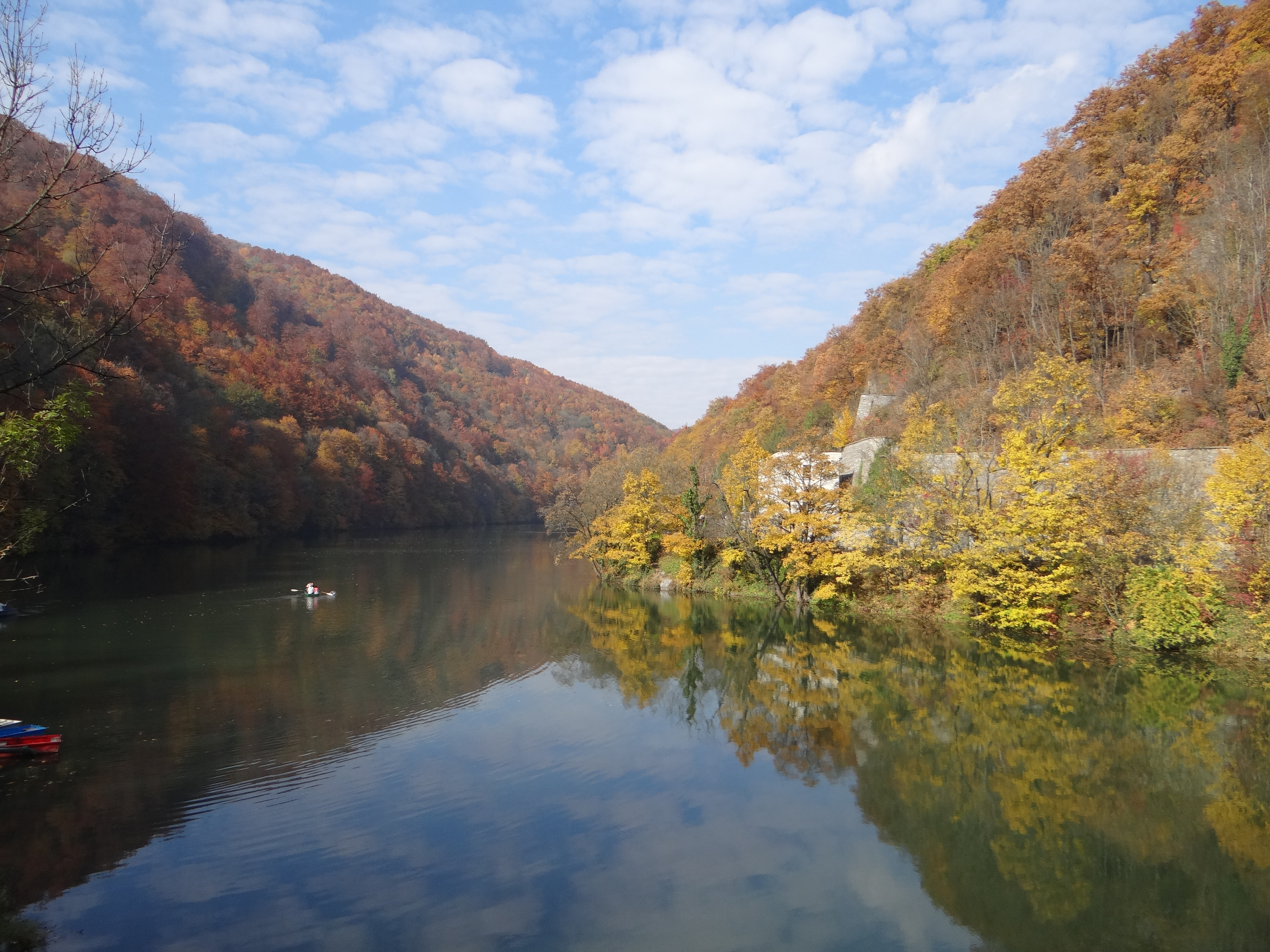
Hámori-tó
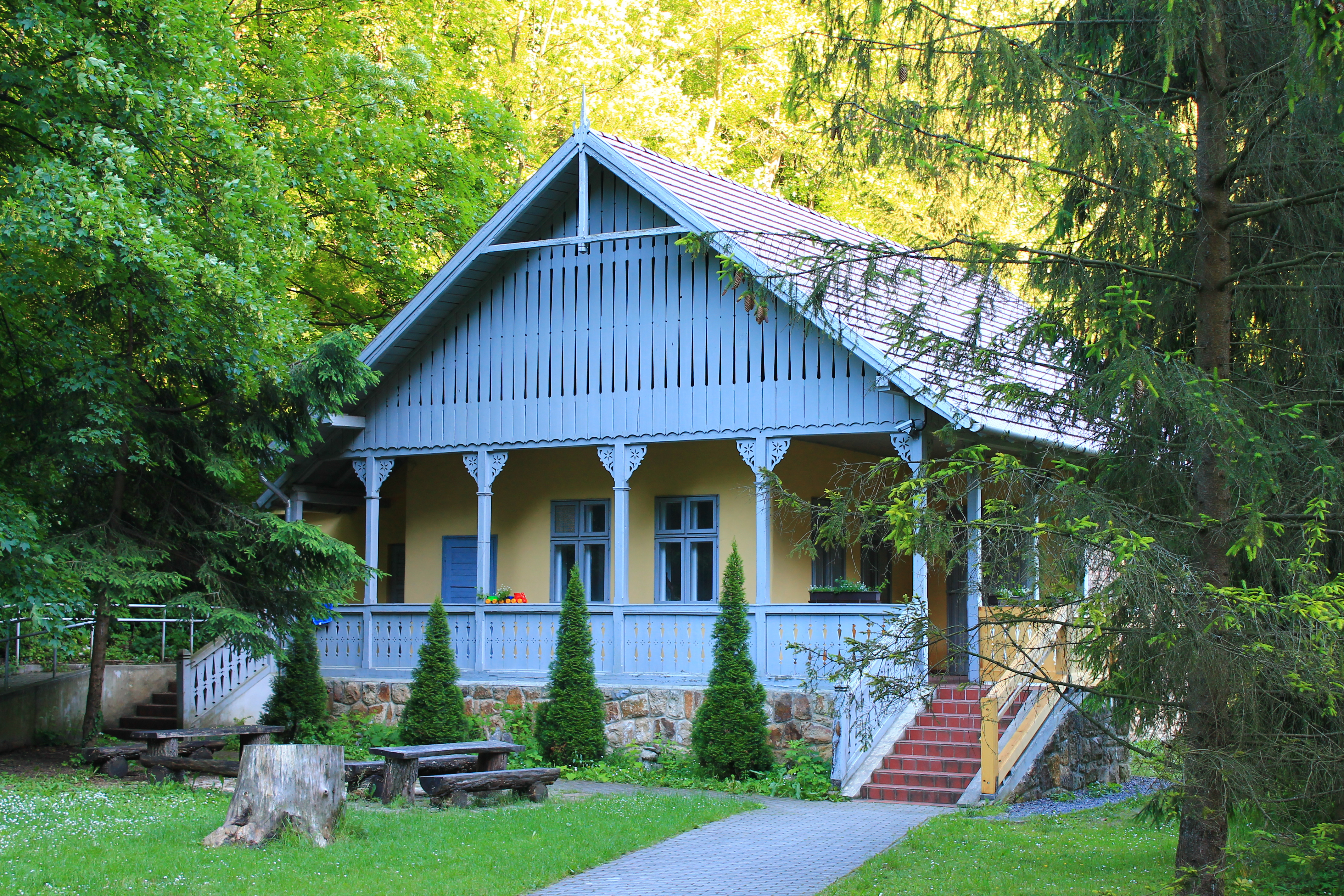
Früheres Wohnhaus Ottó Hermans
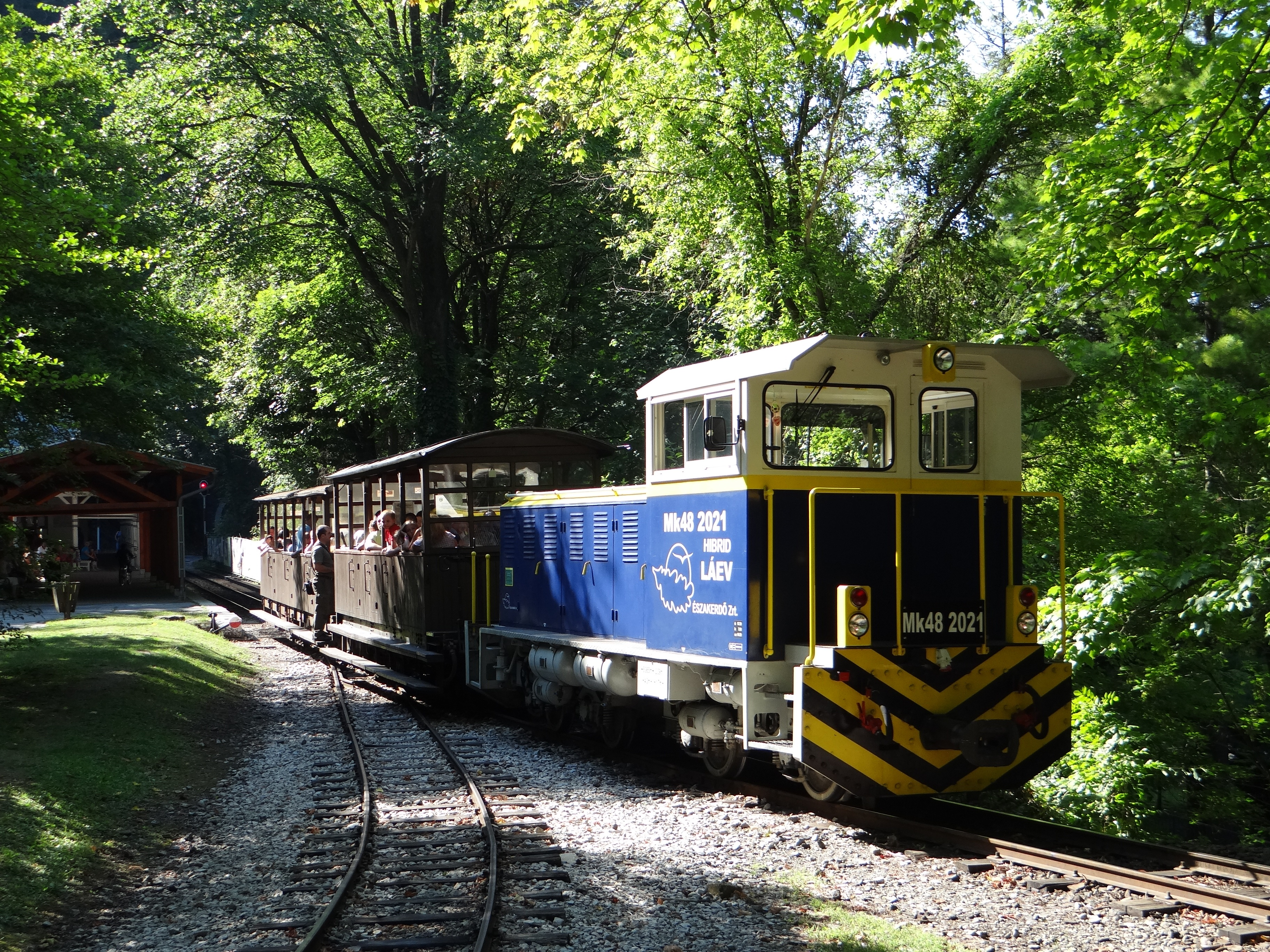
Waldeisenbahn bei Lillafüred
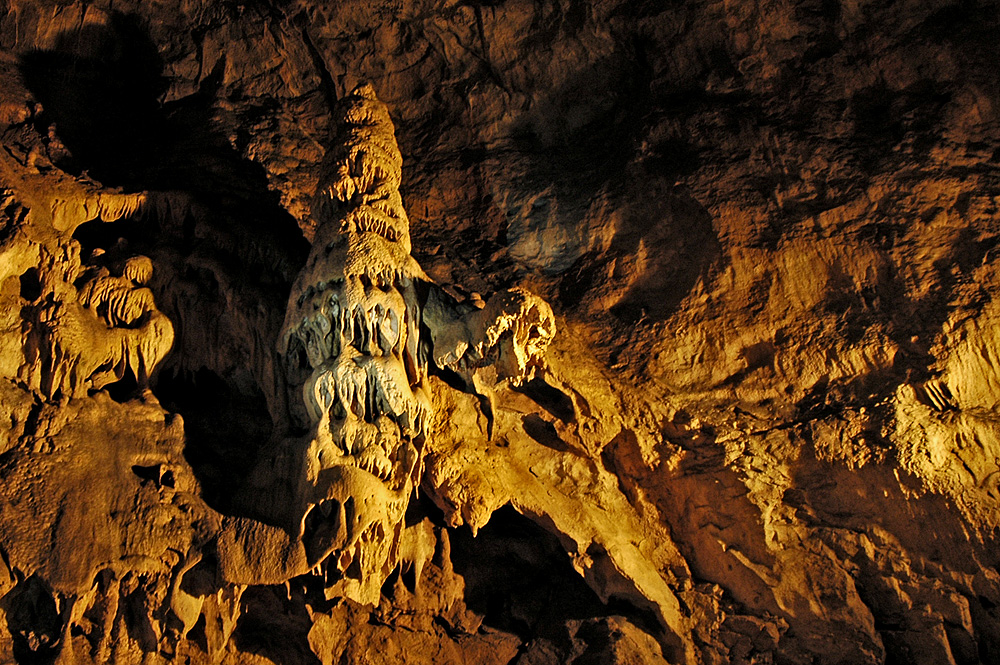
Tropfsteinhöhle Szent István-barlang
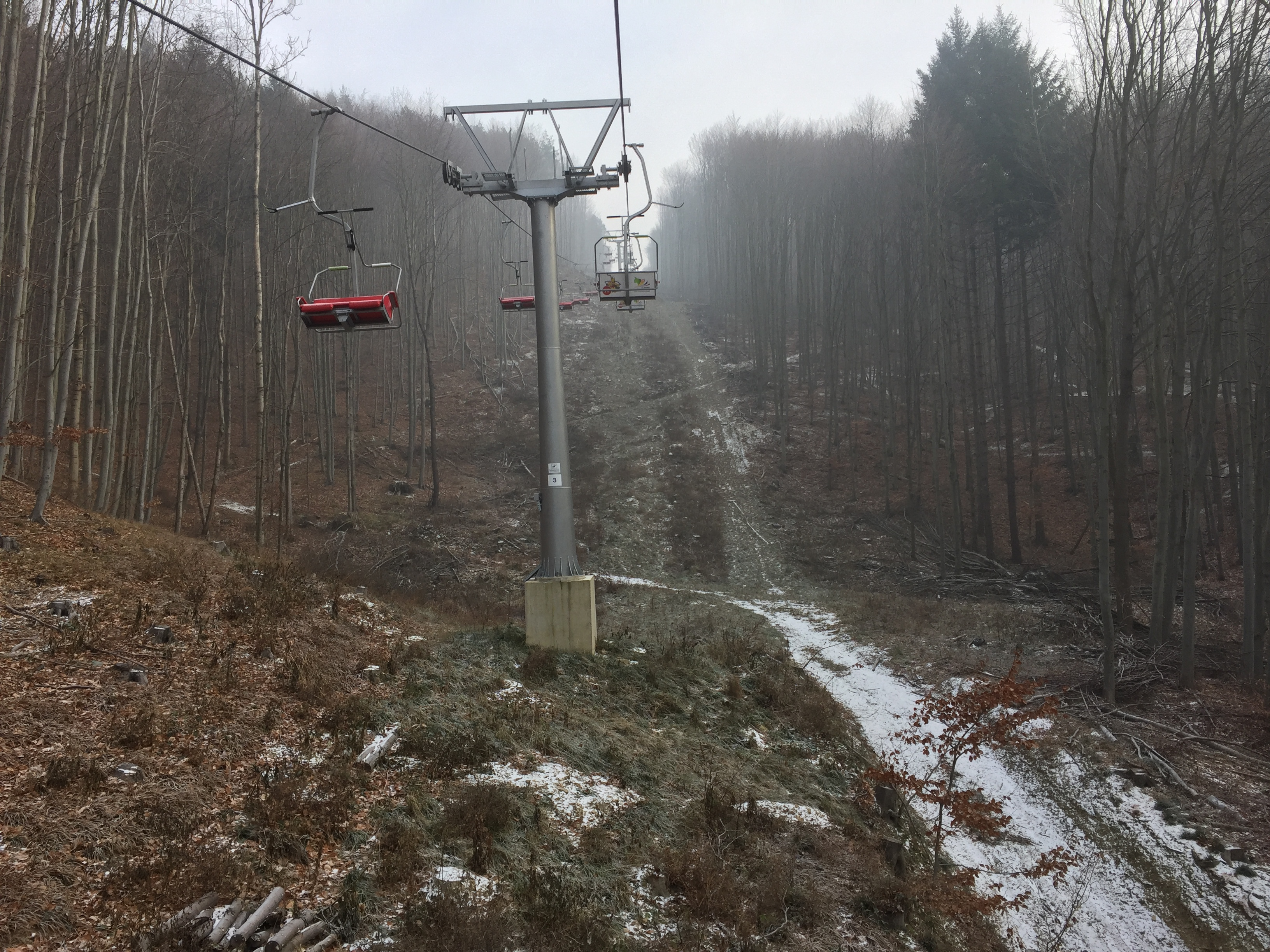
Sessellift